# 圣法站
聖法站（韓語：성법역）是朝鮮民主主義人民共和國平安南道文德郡的一個鐵路車站，属于安州煤矿线。

## 邻近车站
安州煤矿线
文德站 - 聖法站 - 清南站